# Italiani (programma televisivo 2014)
Italiani è un programma televisivo contenitore di documentari dedicati alle biografie dei grandi italiani della seconda metà del Novecento, prodotto da Rai Cultura e in onda su Rai Storia. 
Le biografie sono introdotte dalla presentazione di Paolo Mieli.

## Documentari trasmessi
Questi sono i documentari trasmessi nel corso della serie: